# Faustino Valentín Torrejón
Faustino Valentín Torrejón (Nules, 1875-Francia, 1944) fue un abogado y político español de ideología republicana y valencianista.

## Biografía
Miembro del Partido de Unión Republicana Autonomista, en 1906 participa en la fundación de València Nova y en agosto de 1918 presenta una moción pidiendo la enseñanza en valenciano, motivo por el que fue duramente criticado por el periódico El Pueblo, dirigido por el líder de su propio partido, Félix Azzati. A pesar de esta polémica, fue alcalde de Valencia entre enero de 1918 y diciembre de 1919, y durante su mandato se creó una Junta de Subsistencias encargada de regular los precios y de evitar los movimientos especulativos con el pan. También fue diputado a las Cortes de España por el distrito de Nules en 1923.
En las elecciones generales de 1933 fue elegido diputado por la provincia de Valencia, pero en 1934, disconforme con la política de Alejandro Lerroux, abandona el partido, y junto a Julio Just y Vicente Marco Miranda funda Esquerra Valenciana. En las elecciones de 1936, sería elegido, pero por la provincia de Cáceres como representante de Unión Republicana en las listas del Frente Popular.
Con el estallido de la guerra civil se mantuvo fiel a la República y el 21 de agosto de 1936 fue nombrado vocal de avituallamiento de la Comisión Provincial de Reclutamiento de Cuenca, presidida por Luís García Cubertoret, encargada de formar el ejército republicano.
Al finalizar la guerra marcha al exilio y es nombrado vocal de la Junta de Auxilio a los Republicanos Españoles (JARE), presidida por Luis Nicolau d'Olwer, organismo que tenía por objetivo «administrar cuantos recursos y bienes puedan y hayan de destinarse al auxilio de los que emigren de España por defender les Instituciones democráticas de nuestro país», administrando parte del famoso tesoro transportado a México en el yate "Vita".